# Sydney Kumalo
Sydney Alex Kumalo (* 1935 in Sophiatown, Johannesburg; † 11. Februar 1988 in Soweto) war ein südafrikanischer Bildhauer, Maler und Kunstpädagoge, der als zentrale Figur der südafrikanischen Kunst des 20. Jahrhunderts gilt.

## Leben
Sydney Kumalo wurde 1935 in Sophiatown, Johannesburg, geboren und besuchte die Madibane High School in Diepkloof, Soweto. Ab 1953 studierte er am Polly Street Art Centre, einem Kunstzentrum in Johannesburg, das sich der Förderung talentierter schwarzer Künstler widmete. Unter der Leitung von Cecil Skotnes, einem einflussreichen Künstler und Lehrer, wurde Kumalo in die Kunst des Modellierens und der Bildhauerei eingeführt und entwickelte grundlegende Fähigkeiten, insbesondere in der Arbeit mit Ton. Ab 1957 arbeitete Kumalo als Assistent von Cecil Skotnes im Polly Street Art Centre, wo er bis 1964 tätig war. Er spielte eine wichtige Rolle bei der Umsetzung von Skotnes' Programm zur professionellen Förderung junger Künstler. Von 1958 bis 1960 setzte Kumalo seine Ausbildung bei dem aus Italien stammenden Bildhauer Edoardo Villa fort, wo er sich mit den technischen Aspekten der Bildhauerei und des Bronzegusses vertraut machte. 1960 wurde er Lehrer am Polly Street Art Centre und prägte als Kunstlehrer das Werk vieler junger schwarzer Künstler, darunter Ezrom Legae und Leonard Matsoso.
Der künstlerische Durchbruch gelang Sydney Kumalo 1962 mit seiner ersten Einzelausstellung in der Egon Guenther Gallery in Johannesburg. Zusammen mit Künstlern wie Skotnes, Villa und Giuseppe Cattaneo gründete er 1963 die Amadlozi Group, die von dem Kunstsammler Egon Guenther gefördert wurde. Die Gruppe erforschte afrikanische Bildsprache und Ausdrucksformen in der Kunst. Guenther stellte die Gruppe in mehreren europäischen Städten aus, darunter Rom, Venedig, Mailand und Florenz. Kumalos Werke, die sich häufig mit christlichen Themen auseinandersetzen, sind beeinflusst von west- und zentralafrikanischer Bildhauerkunst sowie von deutschen expressionistischen Bildhauern wie Ernst Barlach und Käthe Kollwitz, mit deren Werken ihn Guenther bekannt machte.
In den 1960er Jahren wurde Sydney Kumalo international bekannt. Er nahm an Ausstellungen in Johannesburg, London, New York und anderen europäischen Städten teil. 1966 vertrat er Südafrika auf der Biennale von Venedig, 1967 stellte er auf der Biennale von São Paulo aus. E.J. De Jager beschreibt Kumalos Werk als beeinflusst von der „kanonischen und formalen Ästhetik klassischer afrikanischer Skulpturen“, die sich durch Monumentalität und Einfachheit der Form auszeichnen. Sydney Kumalo arbeitete hauptsächlich in Terrakotta und bereitete die Modelle sorgfältig für den Bronzeguss vor. Seine charakteristische Texturierung der Bronze, die von traditionellen afrikanischen Bildhauertechniken inspiriert ist, verhalf ihm zu einem einzigartigen Stil, der als authentische moderne südafrikanische Skulptur anerkannt ist.
Sydney Kumalo erhielt im Laufe seiner Karriere zahlreiche Auszeichnungen, darunter 1960 eine Einladung zur Ausstellung „Artists of Fame and Promise“ und 1967 ein Reisestipendium der Transvaal Academy, das ihm Reisen nach Europa und 1985 in die USA ermöglichte. 1985 nahm er an der Triennale in Kapstadt teil, und seine Werke wurden in wichtigen südafrikanischen Ausstellungen gezeigt, darunter 1988 in der „Neglected Tradition Exhibition“ in der Johannesburg Art Gallery.
Sydney Kumalo starb am 11. Februar 1988 nach kurzer Krankheit im Alter von 52 Jahren in Soweto. Er gilt als Pionier der modernen schwarzen Kunst in Südafrika und als wichtige Inspirationsquelle für junge afrikanische Bildhauer und Künstler, die unter seinem Einfluss eigene herausragende Werke schufen.